# 11805 Novakovic
11805 Novakovic este o planetă minoră (asteroid) din centura de asteroizi. A fost descoperită pe 1 martie 1981 la Observatorul Siding Spring de Schelte J. Bus și a fost numită după Bojan Novaković⁠(d). 
Obiectul prezintă o orbită caracterizată de o semiaxă mare de 3,0305377 UAi, o excentricitate de 0,12, o înclinație de 9,50337 ° în raport cu ecliptica.